# Bon Appétit (bài hát)
"Bon Appétit" (tạm dịch: "Chúc ngon miệng") là một bài hát của ca sĩ người Mỹ Katy Perry kết hợp với nhóm hip hop người Mỹ Migos từ album phòng thu thứ năm của Perry Witness (2017). Nó được phát hành dưới dạng đĩa đơn thứ hai của album vào ngày 28 tháng 4 năm 2017 bởi Capitol Records. Đây là một bài hát dance-pop với lời bài hát có đề cập đến tình dục bằng miệng liên quan đến thức ăn. Một video âm nhạc đi kèm được theo dõi vào ngày 12 tháng 5 năm 2017, và có cảnh Perry được các đầu bếp chuẩn bị và phục vụ như một bữa ăn. Tính đến tháng 5 năm 2020, video đã thu được hơn 900 triệu lượt xem trên YouTube. Về mặt thương mại, bài hát được xếp hạng trong top 5 ở Israel và Bulgaria, top 20 ở Bỉ, Canada và Panama cũng như top 40 tại Vương quốc Anh, Scotland, Úc, Philippines, Slovakia, Pháp, Hà Lan và Thụy Sĩ. 

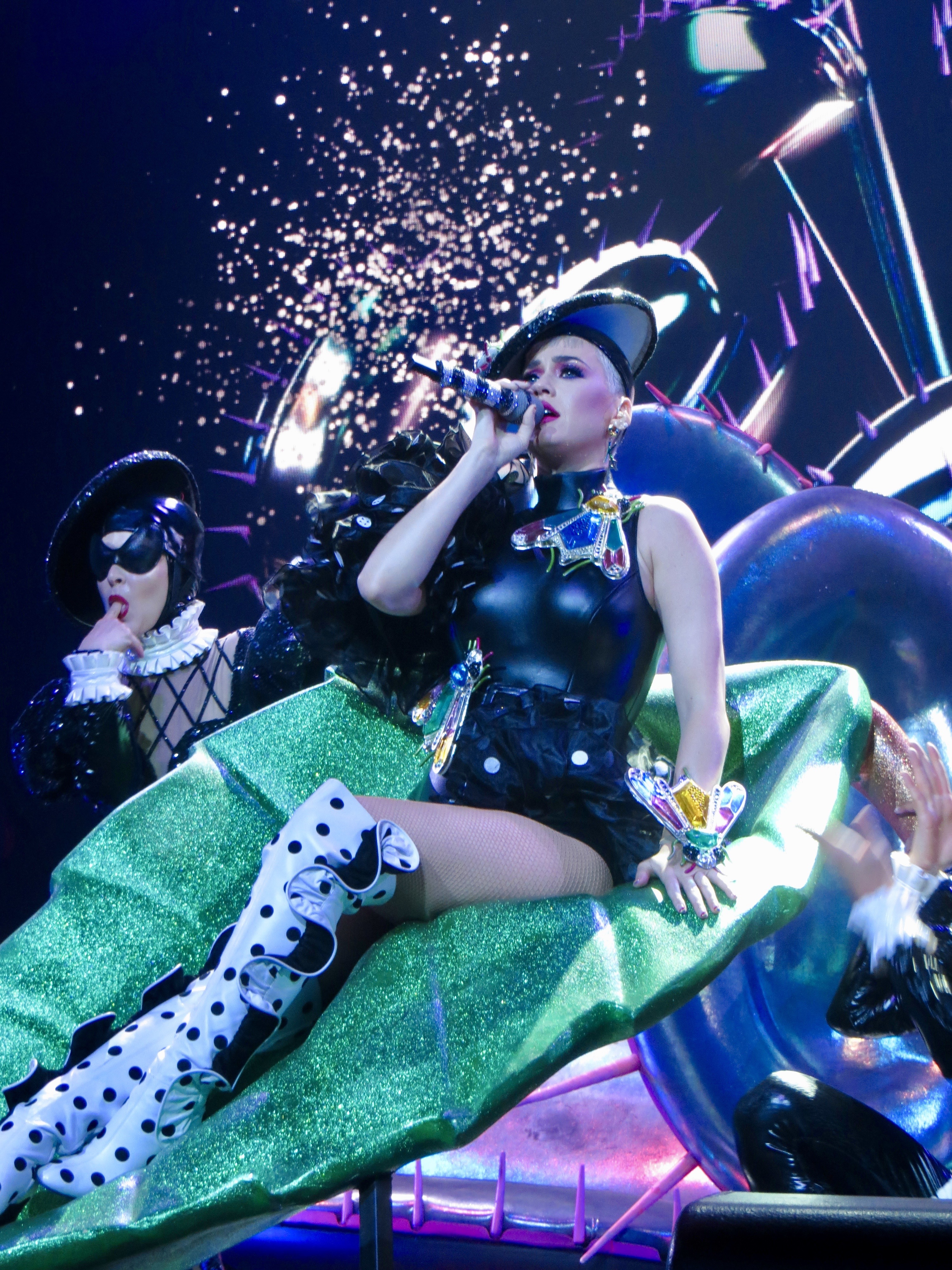
Perry biểu diễn "Bon Appétit" trong Witness: The Tour tại Madison Square Garden

Tại Hoa Kỳ, bài hát đã ra mắt ở vị trí 76 trên Billboard Hot 100 ngày 12 tháng 5 năm 2017, với số lượt tải xuống kỹ thuật số trong tuần đầu tiên là 18.000 bản và lượng khán giả phát sóng là 3,8 triệu. Sau khi phát hành video âm nhạc, nó đã trở lại ở vị trí 59 trong cả nước và ra mắt trên bảng xếp hạng Bài hát phát trực tuyến của quốc gia ở vị trí 36 với 11,7 triệu lượt phát. Nó cũng đạt vị trí thứ 28 trên các bài hát của Hot Dance Club, do đó phá vỡ chuỗi 18 đĩa đơn số một liên tiếp của cô trên bảng xếp hạng. Tại Canada, "Bon Appétit" đã ra mắt ở vị trí 41 trước khi tăng hạng lên 14.  Tại Pháp, bài hát ra mắt ở vị trí 37 vào ngày 5 tháng 5 năm 2017. Sau màn trình diễn của Perry trên The Voice: la plus belle voix vào ngày 4 tháng 6 năm 2017, bài hát đã đứng ở vị trí thứ 9 vào ngày 16 tháng 6 năm 2017.
Dent De Cuir là đạo diễn video âm nhạc của bài hát, được phát hành vào ngày 12 tháng 5 năm 2017 và có đầu bếp Roy Choi. Video cho thấy Perry được bọc trong nhựa trước khi các đầu bếp cắt gói và "bắt đầu nhào nặn như bột" trước khi cô được luộc trong nồi với cà rốt và chuẩn bị như một món ăn trong khi hát lời bài hát của mình và Choi phục vụ cô như một bữa ăn cho nhiều khách quen  Migos xem và đọc những câu thơ của họ khi Perry bấm chuông, ra hiệu cho họ bật công tắc cho phép cô xoay bàn trên những khách hàng quen. Những người bảo trợ sau đó bị trói buộc, bịt miệng và sau đó bị các đầu bếp mất tinh thần khi Perry nhảy múa trên cây cột. Perry sau đó được phục vụ một chiếc bánh có chứa các bộ phận cơ thể mất trí nhớ của khách hàng quen.

## Giải thưởng
| Năm  | Giải thưởng                  | Hạng mục           | Kết quả   | Nguồn  |
| ---- | ---------------------------- | ------------------ | --------- | ------ |
| 2017 | BreakTudo Awards             | Best Video         | Đề cử     | [ 9 ]  |
| 2017 | MTV Europe Music Awards      | Best Video         | Đề cử     | [ 10 ] |
| 2017 | MTV Video Music Awards       | Best Art Direction | Đề cử     | [ 11 ] |
| 2017 | MTV Video Music Awards Japan | Best Female Video  | Đoạt giải | —      |

## Danh sách bài hát
| Tải xuống kĩ thuật số | Tải xuống kĩ thuật số             | Tải xuống kĩ thuật số |
| STT                   | Nhan đề                           | Thời lượng            |
| --------------------- | --------------------------------- | --------------------- |
| 1.                    | "Bon Appétit" (hợp tác với Migos) | 3:47                  |

| Tải xuống kĩ thuật số – Muna remix | Tải xuống kĩ thuật số – Muna remix | Tải xuống kĩ thuật số – Muna remix |
| STT                                | Nhan đề                            | Thời lượng                         |
| ---------------------------------- | ---------------------------------- | ---------------------------------- |
| 1.                                 | "Bon Appétit" (Muna remix)         | 3:21                               |

| Tải xuống kĩ thuật số – Martin Jensen remix | Tải xuống kĩ thuật số – Martin Jensen remix           | Tải xuống kĩ thuật số – Martin Jensen remix |
| STT                                         | Nhan đề                                               | Thời lượng                                  |
| ------------------------------------------- | ----------------------------------------------------- | ------------------------------------------- |
| 1.                                          | "Bon Appétit" (featuring Migos) (Martin Jensen remix) | 2:56                                        |

| Tải xuống kĩ thuật số – 3LAU remix | Tải xuống kĩ thuật số – 3LAU remix           | Tải xuống kĩ thuật số – 3LAU remix |
| STT                                | Nhan đề                                      | Thời lượng                         |
| ---------------------------------- | -------------------------------------------- | ---------------------------------- |
| 1.                                 | "Bon Appétit" (featuring Migos) (3LAU remix) | 3:04                               |

## Xếp hạng
| Bảng xếp hạng (2017)                        | Vị trí cao nhất |
| ------------------------------------------- | --------------- |
| Úc (ARIA)                                   | 35              |
| Áo (Ö3 Austria Top 40)                      | 64              |
| Bỉ (Ultratip Flanders)                      | 5               |
| Bỉ (Ultratop 50 Wallonia)                   | 20              |
| Bulgaria (PROPHON)                          | 3               |
| Canada (Canadian Hot 100)                   | 14              |
| Canada CHR/Top 40 (Billboard)               | 28              |
| Canada Hot AC (Billboard)                   | 35              |
| Cộng hòa Séc (Singles Digitál Top 100)      | 38              |
| Phần Lan Download (Latauslista)             | 24              |
| Pháp (SNEP)                                 | 21              |
| Đức (GfK)                                   | 47              |
| Ireland (IRMA)                              | 42              |
| Israel (Media Forest)                       | 5               |
| Ý (FIMI)                                    | 48              |
| Nhật Bản (Japan Hot 100)                    | 55              |
| Mexico (Billboard Ingles Airplay)           | 19              |
| Hà Lan (Dutch Top 40)                       | 24              |
| Hà Lan (Single Top 100)                     | 41              |
| New Zealand Heatseekers (Recorded Music NZ) | 2               |
| Panama (Monitor Latino)                     | 15              |
| Philippines (Philippine Hot 100)            | 22              |
| Ba Lan (Polish Airplay Top 100)             | 33              |
| Bồ Đào Nha (AFP)                            | 57              |
| Russia (Tophit Weekly General Airplay)      | 174             |
| Scotland (OCC)                              | 21              |
| Slovakia (Singles Digitál Top 100)          | 30              |
| Tây Ban Nha (PROMUSICAE)                    | 69              |
| Thụy Điển (Sverigetopplistan)               | 54              |
| Thụy Sĩ (Schweizer Hitparade)               | 36              |
| Ukraine Airplay (Tophit)                    | 13              |
| Anh Quốc (OCC)                              | 37              |
| Hoa Kỳ Billboard Hot 100                    | 59              |
| Hoa Kỳ Dance Club Songs (Billboard)         | 28              |
| Hoa Kỳ Pop Airplay (Billboard)              | 38              |

| Bảng xếp hạng (2017)        | Cao nhất |
| --------------------------- | -------- |
| Belgium (Ultratop Wallonia) | 83       |
| France (SNEP)               | 198      |
| Israel (Media Forest)       | 44       |
| Ukraine Airplay (Tophit)    | 184      |

## Chứng nhận
| Quốc gia | Chứng nhận | Số đơn vị/doanh số chứng nhận |
| --- | ---------- | ----------------------------- |
| Úc (ARIA) | Gold       | 35.000‡                       |
| Canada (Music Canada) | Gold       | 40.000‡                       |
| Pháp (SNEP) | Gold       | 66.666‡                       |
| Ý (FIMI) | Platinum   | 50.000‡                       |
| México (AMPROFON) | Platinum   | 60.000‡                       |
| Anh Quốc (BPI) | Silver     | 200.000‡                      |
| Hoa Kỳ (RIAA) | Gold       | 500.000‡                      |
| * Chứng nhận dựa theo doanh số tiêu thụ. ^ Chứng nhận dựa theo doanh số nhập hàng. ‡ Chứng nhận dựa theo doanh số tiêu thụ và phát trực tuyến. |            |                               |

## Lịch sử phát hành
| Quốc gia       | Ngày                     | định dạng             | Phiên bản           | Nhãn      | Ghi chú |
| -------------- | ------------------------ | --------------------- | ------------------- | --------- | ------- |
| Nhiều quốc gia | Ngày 28 tháng 4 năm 2017 | Tải xuống kỹ thuật số | Nguyên bản          | Capitol   | [ 12 ]  |
| Ý              | Ngày 12 tháng 5 năm 2017 | Đài phát thanh        | Nguyên bản          | Universal | [ 62 ]  |
| Nhiều quốc gia | Ngày 19 tháng 5 năm 2017 | Tải xuống kỹ thuật số | Muna remix          | Capitol   |         |
| Nhiều quốc gia | Ngày 19 tháng 5 năm 2017 | Tải xuống kỹ thuật số | Martin Jensen remix | Capitol   |         |
| Nhiều quốc gia | Ngày 19 tháng 5 năm 2017 | Tải xuống kỹ thuật số | 3LAU remix          | Capitol   |         |